# Kerit

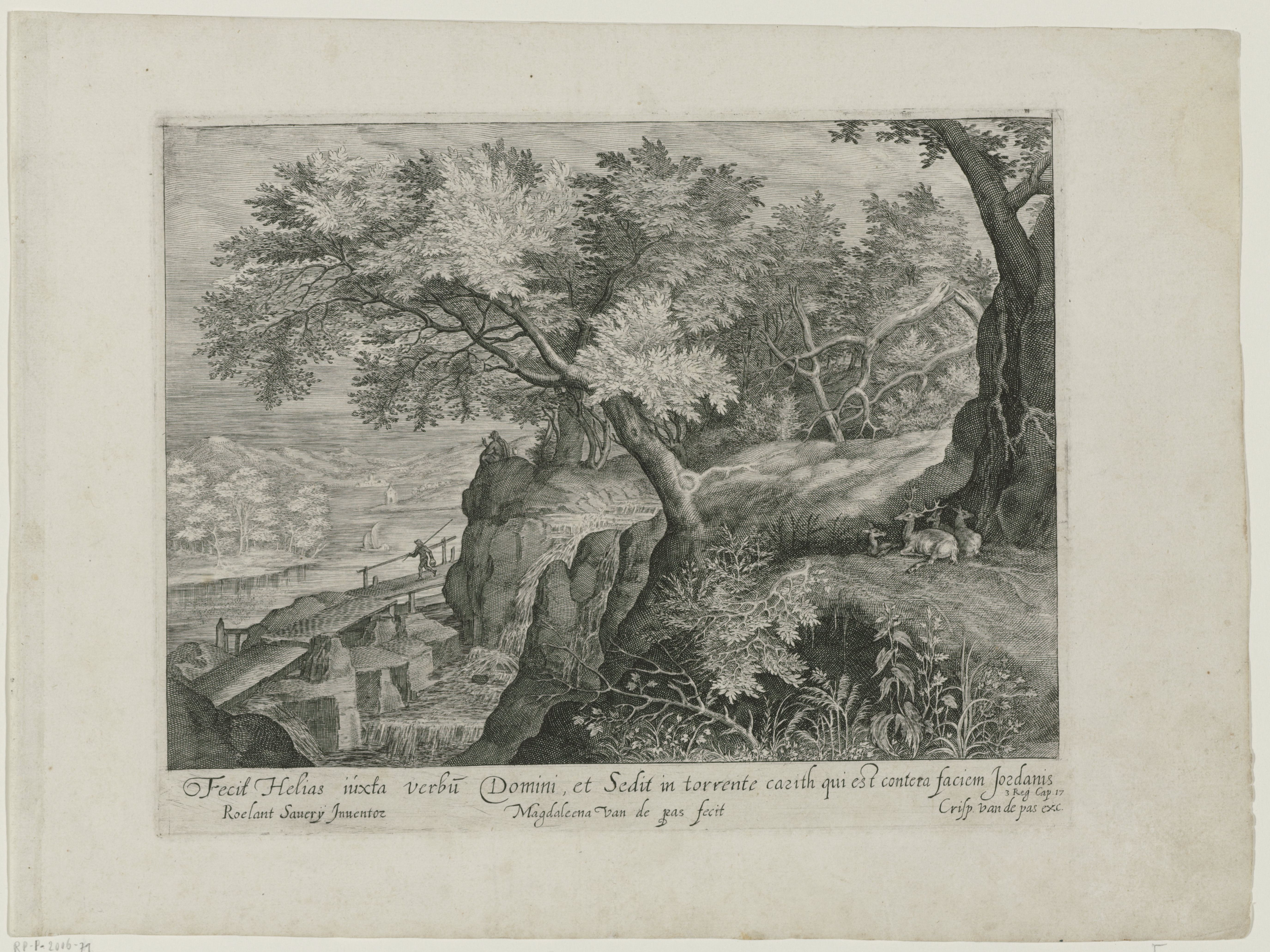
Elia rust uit op een rots langs de beek Kerit.

Kerit (Hebreeuws: נַחַל כְּרִית; Nachal Kərīṯ), in mindere mate ook gespeld in de verouderde vorm als Krit en Krith, is de naam van een wadi of beek die genoemd wordt in de Hebreeuwse Bijbel. De profeet Elia verstopte zich aan de oevers van de Kerit en werd gevoed door raven tijdens het eerste deel van de driejarige droogte, zoals hij aankondigde aan koning Achab.
De plek wordt genoemd in de Bijbeltekst 1 Koningen 17:3:
'Ga weg van hier. Ga naar het oosten en zoek een schuilplaats in de wadi Kerit, aan de overkant van de Jordaan.'

## Etymologie
Kerit en Krith zijn de meest voorkomende Nederlandse spellingsvormen van de Hebreeuwse naam כְּרִית (Kərīṯ). Het is afkomstig van de Hebreeuwse wortel כרת (K-R-T), wat 'vellen' of 'afsnijden' betekent. In het Engels wordt de naam getranslitereerd als Cherith en Chorath. Het Hebreeuwse woord נַחַל (nachal) betekent beek, als in: smal stromend water. In het Midden-Oosten spreekt men eerder van een wadī (Arabisch: وادي), ofwel een seizoenstroom die in droge gebieden - gedurende het grootste deel van het jaar - droog staat.

## Toponymie
De Kerit zou zich bevonden hebben in Gilead, een streek in de Hebreeuwse Bijbel. Ze is een linkerzijrivier van de  Jordaan, net ten noorden van de Jabbok. Over het algemeen wordt aangenomen dat het om Wadi al-Yabis gaat, een stroom in het westen van Jordanië, die uitmondt in de rivier de Jordaan. In dit geval zou het gaan om een plek tegenover Beet She'an. Deze plek zou bijzonder geschikt zijn als toevluchtsoord.